# Коррегіміенто
Коррегіміенто (ісп. corregimiento) — адміністративна одиниця поділу муніципалітетів Колумбії.
Відповідно до Конституції Колумбії 1991 року та постанови уряду № 2274 від 4 жовтня 1991 року, коррегіміенто — це внутрішня частина департаменту або провінції, що включає певне населення. Зазвичай вона менш населена, ніж муніципалітет
Історично склалося, що коррегімієнто створювались корехідором (ісп. corregidor).